# الکساندر داف
الکساندر داف (انگلیسی: Alexander Duff; ۱ ژانویهٔ ۱۷۷۷ – ۲۱ مارس ۱۸۵۱) نظامی و سیاستمدار اهل پادشاهی متحد بریتانیای کبیر و ایرلند بود.